# نیک کالینز (بازیکن فوتبال اهل انگلستان)
نیک کالینز (انگلیسی: Nick Collins; ۷ سپتامبر ۱۹۱۱ – ۱۹۹۰ (۷۸−۷۹ سال)) بازیکن فوتبال اهل بریتانیا بود.
از باشگاه‌هایی که در آن بازی کرده‌است می‌توان به باشگاه فوتبال کریستال پالاس و باشگاه فوتبال یئوویل تاون اشاره کرد.